# Крила Бурі
Крила Бурі (хорв. Krila Oluje, англ. Wings of Storm) — пілотажна команда ВПС Хорватії. Виступає на шести літаках Pilatus PC-9. Входить до складу 93 авіачастини, базується на авіабазі Земуник в аеропорті Задар.

## Історія
Перший виступ команди відбувся 23 липня 2004 року під час церемонії відкриття Чемпіонату Європи з вітрильного спорту в Задарі. Офіційно під назвою «Крила Бурі» команда була представлена публіці 05 серпня 2005 року в Кніні на святкуванні 10-ї річниці військово-поліцейської операції «Буря», на честь якої команда і отримала свою назву. В обох випадках команда виступала на чотирьох літаках Pilatus PC-9. До кінця 2005 року команда зросла до п'яти літаків, а перший виступ на шести літаках був здійснений 25 березня 2009 року.
04 березня 2015 року всі шість пілотів команди подали заяву про припинення військової служби та звільнення з ВПС, таким чином фактично розформувавши «Крила» за кілька місяців до її десятої річниці. За ствердженнями міністерства оборони Хорватії, пілоти отримали вигідну фінансову пропозицію. Згідно з Slobodna Dalmacija, їх запросив катарський емір шейх Тамім Бін Хамад Аль-Тані взяти участь в його особистій пілотажній групі на літаках Pilatus PC-21. Хорватська команда була переукомплектована новими пілотами та продовжила свої виступи.

## Літаки і пілоти
Пілотів команди обирають з-поміж інструкторів 93 авіачастини, і виступи не є їхньою основною діяльністю. Резервних пілотів команда не має — у разі хвороби пілота команда виконує скорочену програму з п'ятьма літаками або скасовує виступ.
Капітан Діана Добош, яка була членом «Крил Бурі» з 2005 по 2007 рік, стала третьою жінкою у світі, яка літала в пілотажній групі.
На відміну від більшості пілотажних груп, «Крила Бурі» не мають ніякого спеціального обладнання для літаків і використовують звичайні літаки 93-ї авіабази.

## Нагороди
- Нагороди за найкращий виступ на Czech International Air Fest[cz] у 2012 і 2014[5].
- Нагорода за найкращий виступ Danish Air Show[en] 2012[5].
- Премія міста Задар 2013 року за видатний внесок у просування міста[6].
- RIAT 2016: «Меморіальний меч короля Хусейна» за найкращий виступ[7].
- SIAF 2017: нагорода за технічно найточніший політ[1].

## Галерея

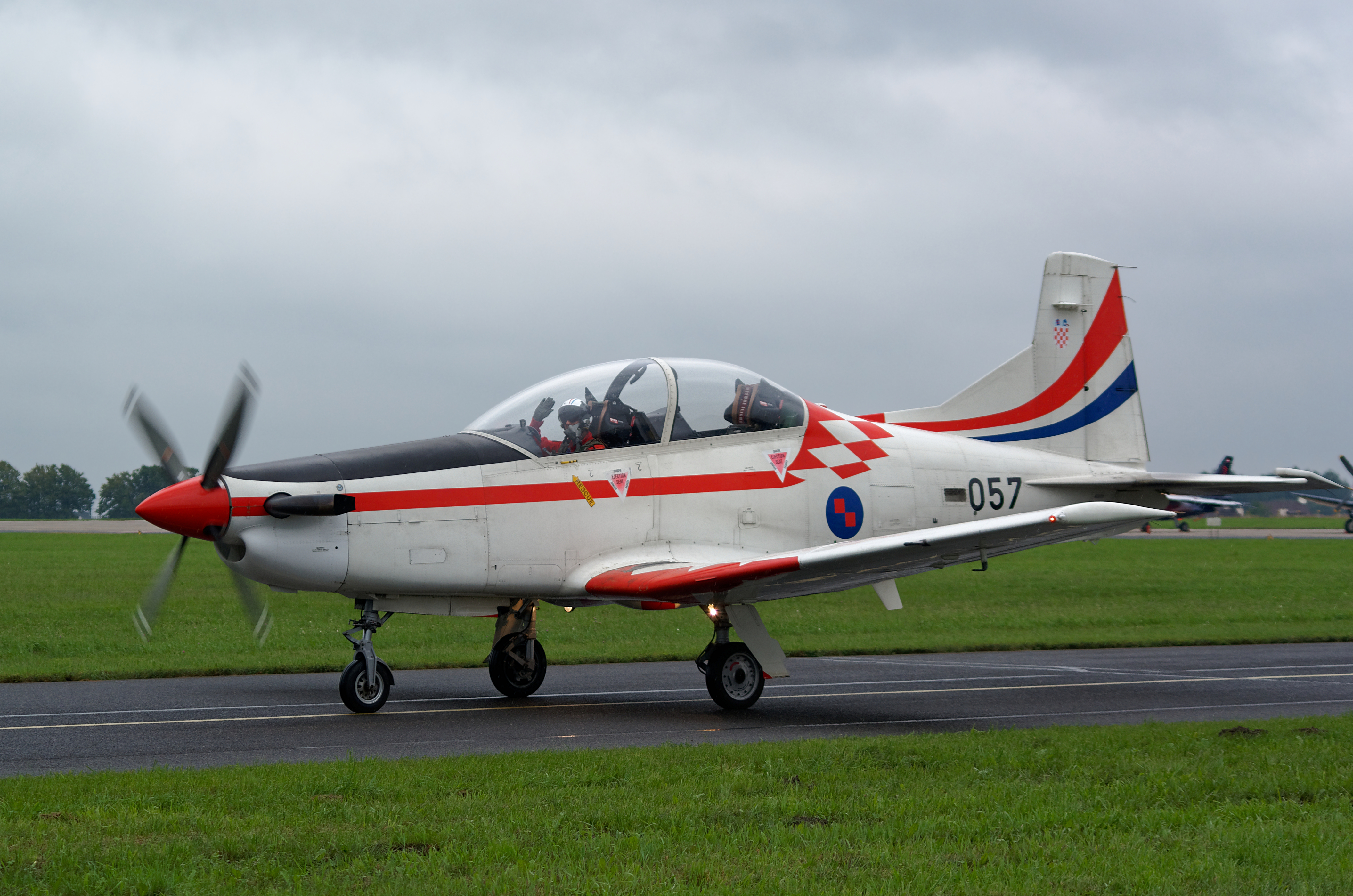
Один з літаків команди, Radom Air Show 2018
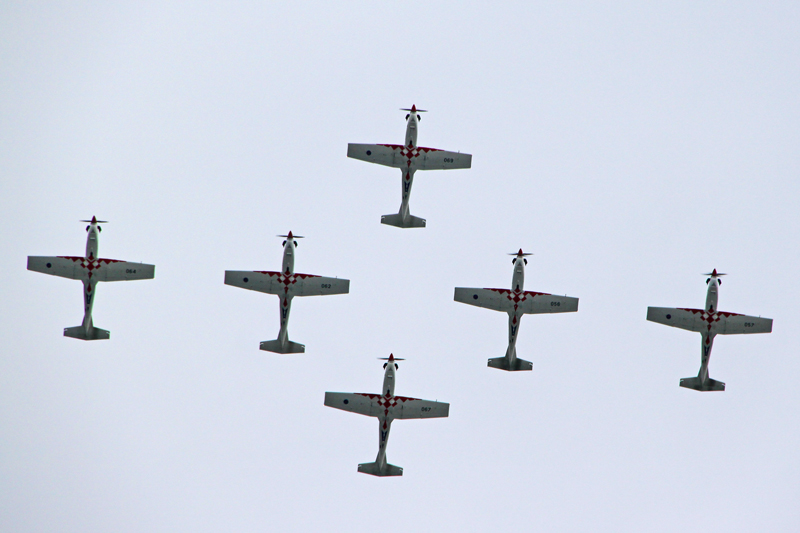
20-річчя заснування Збройних сил Республіки Хорватія, 2011
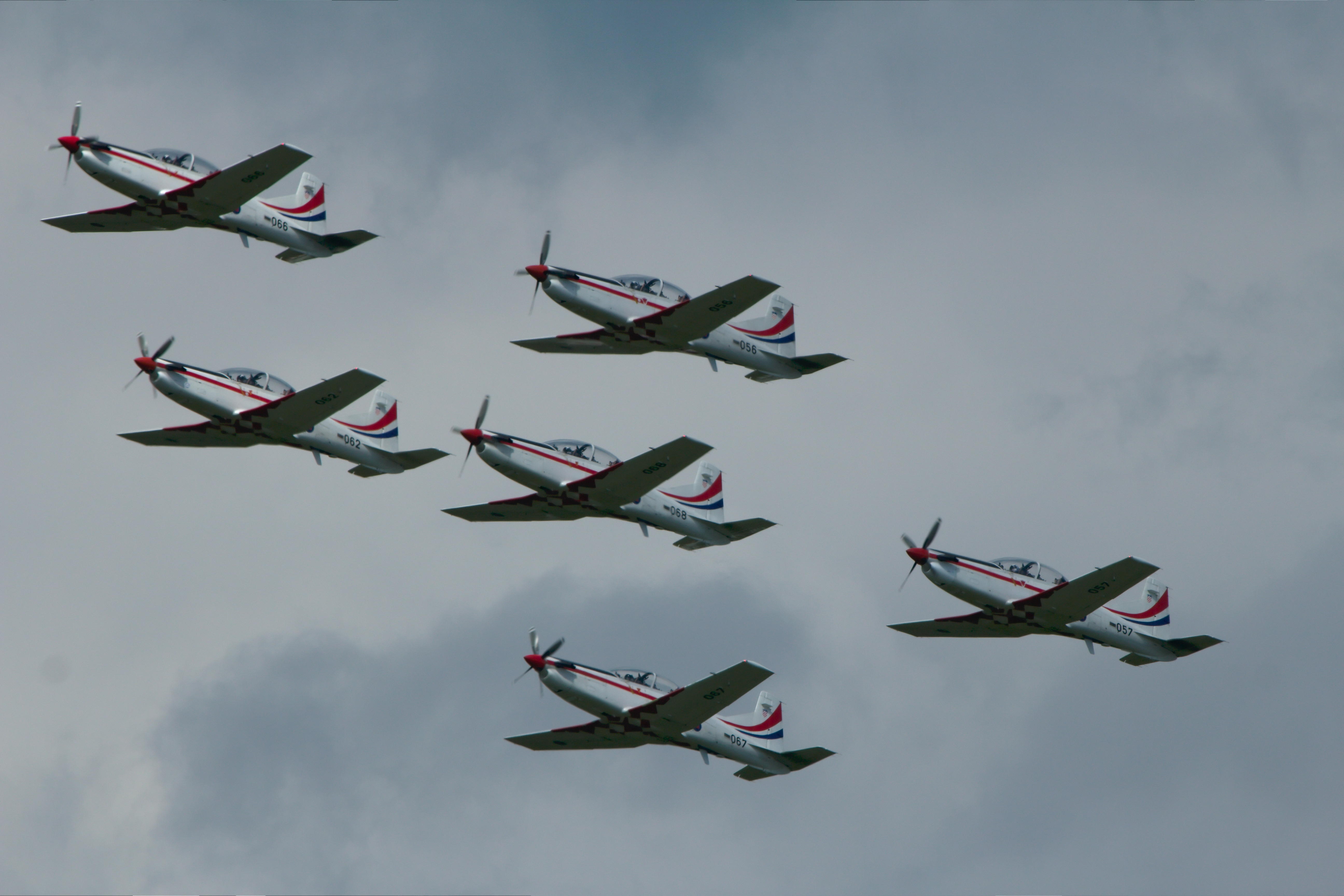
Airpower[en] 2011
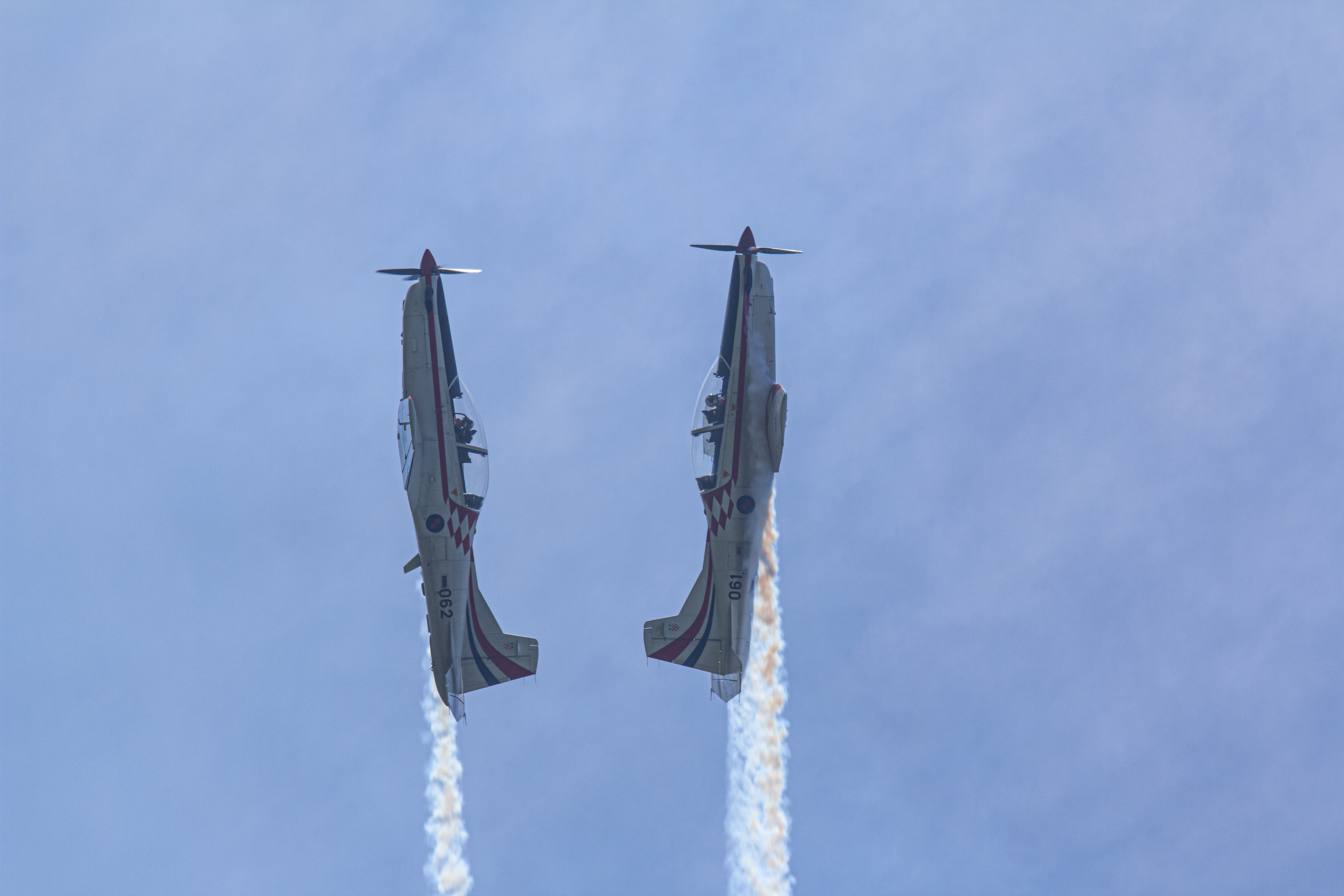
Airpower 2022

Відео з виступом на 25-й річниці 93-ї авіабази, 2017